# 라만 분광법
라만 분광법(Raman spectroscopy)은 1928년 인도의 과학자 찬드라 세카르 라만이 발견한 라만 효과를 이용, 특정 분자에 레이저를 쏘았을 때 그 분자의 전자의 에너지준위의 차이만큼 에너지를 흡수하는 사건을 통해 분자의 종류를 알아내는 방법이다.

## 라만 분광학의 원리
빛이 어떤 매질을 통과할 때 빛의 파장을 변화시켜 빛의 일부는 진행방향에서 이탈해 다른 방향으로 진행하는 현상을 산란이라고 하고 빛의 파장을 변화시키는 현상을 라만산란이라 하는데, 1928년 라만등이 용액에 파란색 빛을 투과하였을 때 초록색 빛깔을 띠는 빛이 산란되어 나오는 것을 관찰함으로써 처음 발견하였다. 이후 라만 산란을 측정하는 분광계의 발달로 산란된 빛의 세기를 주파수에 따른 띠 혹은 반복적 피크로 표시되는 스펙트럼을 이용한 라만 분광학은 분자의 진동 스펙트럼을 측정하여 분자의 진동구조를 연구하거나 물질을 정성, 정량 분석에 이용되었으나 최근에는 생체조직의 세포내 혹은 세포외의 생화학적, 형태학적 정보 분석을 위한 연구에도 적용되고 있다. 이러한 라만 분광학의 원리를 이해하기 위해서는 먼저 라만 산란과 라만 산란과정의 양자학적 이해, 라만 산란의 측정과 라만 이동, 라만 분광학의 장단점 및 종류등에 대한 이해가 필수적이다.